# Vuisternens-en-Ogoz
Vuisternens-en-Ogoz là một đô thị trong huyện Sarine thuộc bang Fribourg ở Thụy Sĩ.